# Cupa Ligii Britanice
Cupa Ligii Britanice (în engleză: British League Cup) a fost o competiție fotbalistică care a avut loc în anul 1902, având scop umanitar pentru strângerea de fonduri pentru victimele dezastrului de pe Ibox Park din Glasgow. În urma nefericitului eveniment au murit 25 de oameni și au fost 517 răniți. 
La această competiție au participat campioanele și vice-campioanele din Scoția și Anglia și a fost precursoarea competițiilor fotbalistice: Cupa Anglo-Scoțiană sau Cupa Coroanei.

## Cluburile participante
- Celtic Football Club
- Everton Football Club
- Rangers Football Club
- Sunderland Association Football Club

## Meciuri

### Semi-Finale
| Celtic FC                               | 5 – 1 | Sunderland |
| --------------------------------------- | ----- | ---------- |
| Annan (aut) Marshall Campbell McDermott |       | Ferguson   |

| Everton FC | 1 – 1 | Rangers FC |
| ---------- | ----- | ---------- |
| Young      |       | Hamilton   |

#### Rejucare
| Rangers FC              | 3 – 2 | Everton FC    |
| ----------------------- | ----- | ------------- |
| Speedie Hamilton Walker |       | Dilly Brearly |

### Finala
| Celtic FC   | 3 – 2 (Prelungiri) | Rangers FC       |
| ----------- | ------------------ | ---------------- |
| Jimmy Quinn |                    | Hamilton Speedie |